# Mujer Ahora
Mujer Ahora es una cooperativa de trabajo conformada por feministas de Uruguay. Fue fundada en 1989 por, entre otras, Cristina Grela y Fanny Samuniski, quienes continúan trabajando en la organización actualmente.

## Objetivos
El objetivo principal de Mujer Ahora es la defensa y promoción de los derechos humanos de las mujeres y su desarrollo individual, social y político. Para ello, su trabajo cubre los siguientes ejesː violencia hacia las mujeres basada en género, autonomía económica e inserción laboral, derechos sexuales y derechos reproductivos, participación ciudadana y justicia.

## Actividades
Con sede en Montevideo, lleva adelante actividades como capacitaciones, consultorías y programas de sensibilización. También hace incidencia en políticas públicas, promoviendo cambios en la legislación, como la tipificación del feminicidio como delito en Uruguay. Además, la cooperativa es reconocida por sus programas de inserción laboral, cuyo propósito es proporcionar herramientas para el empleo formal o el emprendimiento personal a mujeres.
Mujer Ahora es parte de la Red Uruguaya contra la Violencia Doméstica y Sexual, la Red Pro Sistema Nacional Integrado de Cuidados (Red Pro Cuidados), FCPU (Federación de Cooperativas de Producción del Uruguay), entre otras redes de organizaciones.

### Hitos
Entre sus logros, destaca la participación en una audiencia ante la Comisión Interamericana de Derechos Humanos (CIDH) donde, junto a otras organizaciones feministas, plantearon la necesidad de un marco jurídico más robusto para proteger a las mujeres víctimas de violencia.
El 16 de marzo de 2015, Mujer Ahora, junto con MYSU e IACI, reclamaron al Estado de Uruguay que tipificara el feminicidio como delito en el Código Penal en una audiencia ante la Comisión Interamericana de Derechos Humanos de la OEA.